# Georgi Sergejewitsch Martynow
Georgi Sergejewitsch Martynow (russisch Георгий Сергеевич Мартынов, wiss. Transliteration Georgij Sergeevič Martynov; geboren am 2. Oktoberjul. / 15. Oktober 1906greg. in Hrodna; gestorben am 26. Oktober 1983)  war ein russischer Science-Fiction-Autor der Sowjetzeit.

## Leben
Martynows Vater war Eisenbahningenieur. 1920 trennten sich die Eltern, Martynow lebte fortan bei Mutter und Schwester und begann als Reparaturarbeiter bei der Eisenbahn in Jekaterinodar. 1927 zog die Familie nach Leningrad und Martynow trat in eine Militärschule ein. 1931 musste er wegen eines Unfalls, bei dem er 80 % seines Gehörs verlor, den Militärdienst verlassen und arbeitete danach zunächst als Elektriker in einer Leningrader Firma, wo er bald Vorarbeiter und schließlich Leiter des Bereichs Elektrogeräte wurde. 1932 heiratete er. Im März 1938 wurde er Kandidat der Kommunistischen Partei und im März 1941 deren Mitglied. Im gleichen Jahr absolvierte er die polytechnische Tschernomyrdin-Universität. Von September 1941 bis Oktober 1945 war er Soldat im Großen Vaterländischen Krieg und wurde mit dem Roten Stern ausgezeichnet. In seinen späteren Jahren litt er an zunehmender Taubheit.
1955 veröffentlichte er seinen ersten Roman, der unter dem Titel 220 Tage im Weltraumschiff in deutscher Übersetzung in der DDR erschien. Er behandelt vor dem Hintergrund des Weltraumwettlaufs eine Reise sowjetischer Kosmonauten zum Mars.

## Bibliografie
Каллисто (Romanserie)
- Каллисто (1957, auch als Планетный гость)
- Каллистяне (1960)
  - Механический уборщик (1977, Auszug)

Фаэтон (Romanserie)
- Звездоплаватели (1960, Trilogie)
  - 220 дней на звездолёте (1955)
    - Deutsch: 220 Tage im Weltraumschiff. Übersetzt von Erich Ahrndt. Verl. Kultur und Fortschritt, Berlin 1957.

  - Сестра Земли (1959)
  - Наследство фаэтонцев (1960)
    - Deutsch: Das Erbe der Phaetonen. Übersetzt von Traute und Günther Stein und Dieter Pommerenke. Lesergemeinschaft „Buch des Monats“, Berlin 1964.
- Гость из бездны (1962, auch als Встреча через века)
  - Deutsch: Die Rückkehr der Phaetonen. Übersetzt von Maxim Knoll. SOLAR-X/TES, Halle 2006.
  - Встреча через века (1961, Auszug)

Romane
- Гианэя (1963, auch als Гианея)
- Спираль времени (1966)

Erzählungen und Novellen
- Кто же он? (1971)
- Совсем рядом (1973)
- Сто одиннадцатый. Хроника Н...ских событий (1976, auch als Незримый мост)

Kurzgeschichte
- Невидимая схватка (1959)